# Эномото, Ясуби
Ясуби Эномото (англ. Yasubey Enomoto, род. 15 декабря 1983, Цюрих, Швейцария) — швейцарский боец смешанных единоборств, выступающий в полусреднем и среднем весах. Ранее выступал в Японии в турнирах Sengoku Raiden Championship. Выступал в финале турнира, уступив японскому бойцу Кейта Накамура. Бывший чемпион M-1 Global в полусреднем весе.

## Биография
Ясуби Эномото родился в Цюрихе, Швейцария в семье выходца из Перу с японскими корнями и швейцарки. Начал заниматься боевыми искусствами с шестилетнего возраста, выбрав каратэ Сётокан. С 16 лет занимался шаолиньским кунг-фу. В период студенчества увлёкся бразильским джиу-джитсу (коричневый пояс) и муай-тай. В 2006 году стал чемпионом Швейцарии по кикбоксингу, а в 2008 году стал чемпионом мира в федерации тайского бокса IKBO. Являлся чемпионом Европы по грэпплингу в федерации UGC, дважды в международной немецкой федерации BJJ и грэпплингу, а также дважды в швейцарской BJJ и грэпплингу. Соотношение побед и поражений по муай-тай 7-2, по боксу 1-0, в федерации BJJ и грэпплингу 90-8.
Вместе со своим братом Фелипе основали в Цюрихе команду Enomoto Dojo.

## Карьера в смешанных единоборствах

### Начало карьеры
В феврале 2006 года Эномото принял участие в своём первом турнире по смешанным единоборствам S-1: European Championship Fight Night, где решением победил Влажко Перовича. Затем он вернулся через два года, где победил ирландца Дэнни Догерти болевым приёмом на руку на турнире в Праге. После этого Эномото получил возможность выступать в титульном турнире Cage Fighters Championships для представителей среднего веса в Англии. Он встречался с обладателем чёрного пояса по бразильскому джиу-джитсу Энрике Сантана и одержал победу единогласным решением. Через три месяца он первый раз в карьере проиграл, уступив техническим нокдауном американцу Тайлеру Стинсону на турнире Art of Fighting 3: Rumble at Robarts 3, который проходил во Флориде, США.

### Турнир Sengoku Raiden Championships
Дебютировал в турнире Эномото в июне 2010 года против ветерана Санаэ Кикута в рамках Sengoku 13, в котором он одержал победу удушением.
Затем он попал на турнир Grand Prix 2010 года в полусреднем весе, где в первом матче Sengoku 14 победил Кенту Такаги болевым приёмом. В полуфинале он встретился с Тайсуке Окуно, с которым вновь встретился на следующем турнире Sengoku 15. После трёх раундов, в которых Эномото доминировал в основном за счёт ударов в стойке, судьи присудили ему победу. В финальном бою Sengoku: Soul of Fight, который состоялся 30 декабря 2010 года он встретился с Кейта Накамура, который проиграл, попав на болевой приём.

### М-1 Global
В последнюю минуту Эномото заменил получившего травму Рашида Магомедова в бою за турнир против действующего чемпиона M-1 в полусреднем весе Шамиля Завурова. Он получил вызов на бой за восемь дней до начала и в итоге проиграл единогласным решением судей.
После двух побед Эномото вновь смог сразиться за чемпионский титул. В матче-реванше против Завурова в рамках турнира M-1 Challenge XXX. Эномото удалось измотать соперника в пяти раундов и в итоге получить звание чемпиона в полусреднем весе.
16 марта 2012 года Ясуби встретился с Рашидом Магомедовым в рамках турнира M-1 Challenge 31. Единогласным решением судей (50-45, 49-47, 50-45) он уступил.
20 июня 2013 года в рамках турнира Fight Nights. Битва под Москвой 12 Эномото в третий раз встретился с Шамилем Завуровым, в котором он вновь одержал победу единогласным решением.
20 декабря 2014 года в рамках турнира Fight Nights 18 встречался с Александром Шлеменко. Бой продлился все три раунда. Несмотря на рассечение, Шлеменко доминировал весь бой и в итоге победил единогласным решением судей.

## Статистика выступлений
| Результат | Рекорд | Соперник           | Способ                        | Турнир                                 | Дата             | Раунд | Время | Место                   | Примечание                                          |
| --------- | ------ | ------------------ | ----------------------------- | -------------------------------------- | ---------------- | ----- | ----- | ----------------------- | --------------------------------------------------- |
| Победа    | 22-12  | Арсений Смирнов    | Решением (раздельным)         | RCC 11: Штырков - Колобегов            | 6 мая 2022       | 3     | 3:00  | Екатеринбург, Россия    |                                                     |
| Победа    | 21-12  | Сергей Мартынов    | Единогласное решение          | RCC 8                                  | 19 декабря 2020  | 3     | 3:00  | Екатеринбург, Россия    |                                                     |
| Поражение | 20-12  | Абубакар Вагаев    | Единогласное решение          | ACA 112                                | 4 октября 2020   | 3     | 5:00  | Грозный, Россия         |                                                     |
| Победа    | 20-11  | Иван Штырков       | Удушающий прием               | RCC 7                                  | 14 декабря 2019  | 2     | 2:37  | Екатеринбург, Россия    |                                                     |
| Победа    | 19-11  | Михаил Рагозин     | Раздельное решение            | RCC Intro 5                            | 14 сентября 2019 | 3     | 5:00  | Екатеринбург, Россия    |                                                     |
| Поражение | 18-11  | Роман Копылов      | Нокаут (удар в корпус)        | Fight Nights Global 91                 | 27 декабря 2018  | 4     | 3:39  | Москва, Россия          | Бой за титул чемпиона FNG в среднем весе            |
| Победа    | 18-10  | Алексей Иванов     | Технический нокаут (удары)    | League S-70 — Plotforma S-70: 2018     | 22 августа 2018  | 2     | 3:54  | Сочи, Россия            |                                                     |
| Победа    | 17-10  | Шамиль Амиров      | Нокаут (удары)                | Fight Nights Global 84                 | 2 марта 2018     | 3     | 4:01  | Братислава, Словакия    |                                                     |
| Поражение | 16-10  | Алиасхаб Хизриев   | Единогласное решение          | Fight Nights Global 74                 | 29 сентября 2017 | 3     | 5:00  | Москва, Россия          |                                                     |
| Поражение | 16-9   | Николай Алексахин  | Нокаут (технический)          | Fight Nights Global 61                 | 11 марта 2017    | 2     | 1:19  | Брянск, Россия          |                                                     |
| Победа    | 16-8   | Игорь Свирид       | Единогласное решение          | ACB 50 — Stormbringer                  | 18 декабря 2016  | 3     | 5:00  | Санкт-Петербург, Россия |                                                     |
| Поражение | 15-8   | Владимир Минеев    | Единогласное решение          | EFN — Fight Nights Global 53           | 8 октября 2016   | 3     | 5:00  | Москва, Россия          |                                                     |
| Победа    | 15-7   | Станислав Молодцов | Единогласное решение          | EFN — Fight Nights Global 48           | 16 мая 2016      | 3     | 5:00  | Москва, Россия          |                                                     |
| Поражение | 14-7   | Асламбек Саидов    | Единогласное решение          | KSW 34 — New Order                     | 5 марта 2016     | 3     | 2:28  | Варшава, Польша         |                                                     |
| Победа    | 14-6   | Шамиль Завуров     | Единогласное решение          | WFCA 9 — Grozny Battle                 | 4 октября 2015   | 3     | 5:00  | Грозный, Россия         |                                                     |
| Победа    | 13-6   | Абубакар Вагаев    | Сабмишн (удушение гильотиной) | WFCA 3 — Grozny Battle                 | 13 июня 2015     | 3     | 5:00  | Грозный, Россия         |                                                     |
| Поражение | 12-6   | Александр Шлеменко | Единогласное решение          | Fight Nights: Battle of Moscow 18      | 20 декабря 2014  | 3     | 5:00  | Москва, Россия          |                                                     |
| Победа    | 12-5   | Рустам Богатырёв   | Единогласное решение          | FEFoMP — Battle of Empires 3           | 14 декабря 2013  | 3     | 5:00  | Хабаровск, Россия       |                                                     |
| Поражение | 11-5   | Альберт Туменов    | Технический нокаут (удары)    | Fight Nights: Battle of Moscow 13      | 27 октября 2013  | 1     | 3:52  | Москва, Россия          |                                                     |
| Победа    | 11-4   | Шамиль Завуров     | Единогласное решение          | Fight Nights: Battle of Moscow 12      | 21 июня 2013     | 3     | 5:00  | Москва, Россия          |                                                     |
| Победа    | 10-4   | Хусейн Халиев      | Раздельное решение            | M-1 Challenge 34                       | 30 сентября 2012 | 5     | 5:00  | Москва, Россия          |                                                     |
| Поражение | 9-4    | Рашид Магомедов    | Единогласное решение          | M-1 Challenge 31                       | 16 марта 2012    | 5     | 5:00  | Санкт-Петербург, Россия | Бой за титул чемпиона M-1 Global в полусреднем весе |
| Победа    | 9-3    | Шамиль Завуров     | Болевой (гильотина)           | M-1 Challenge 30                       | 9 декабря 2011   | 5     | 4:10  | Коста-Меса, США         | Титул чемпиона M-1 Global в полусреднем весе        |
| Победа    | 8-3    | Джош Торп          | Болевой (треугольник)         | М-1 Challenge 27                       | 14 октября 2011  | 1     | 1:07  | Финикс, США             |                                                     |
| Победа    | 7-3    | Рафал Мокс         | Раздельное решение            | M-1 European Battle                    | 04 июня 2011     | 3     | 5:00  | Киев, Украина           |                                                     |
| Поражение | 6-3    | Шамиль Завуров     | Единогласное решение          | M-1 Challenge 25                       | 28 апреля 2011   | 5     | 5:00  | Санкт-Петербург, Россия | Бой за титул чемпиона M-1 Global в полусреднем весе |
| Поражение | 6-2    | Кэйта Накамура     | Болевой (удушение)            | Sengoku: Soul of Fight                 | 30 декабря 2010  | 2     | 3:48  | Токио, Япония           | Финал Гранпри средний вес                           |
| Победа    | 6-1    | Тайсуке Окуно      | Единогласное решение          | Sengoku 15                             | 30 октября 2010  | 3     | 5:00  | Токио, Япония           |                                                     |
| Победа    | 5-1    | Кента Такаги       | Болевой (удушение)            | Sengoku 14                             | 21 августа 2010  | 2     | 0:53  | Токио, Япония           |                                                     |
| Победа    | 4-1    | Санаэ Кикута       | Технический нокаут (удары)    | Sengoku 13                             | 20 июня 2010     | 1     | 3:57  | Токио, Япония           |                                                     |
| Поражение | 3-1    | Тайлер Стинсон     | Технический нокаут (удары)    | AOF 3: Rumble at Robarts               | 13 июня 2009     | 3     | 1:59  | Сарасота, США           |                                                     |
| Победа    | 3-0    | Энрике Сантана     | Единогласное решение          | Cage Fighters Championships 5          | 07 марта 2009    | 3     | 5:00  | N/A                     | Титул в среднем весе Cage Fighters Championships    |
| Победа    | 2-0    | Дэнни Догерти      | Болевой приём (рычаг локтя)   | Hell Cage 1                            | 05 мая 2008      | 2     | N/A   | Прага, Чехия            |                                                     |
| Победа    | 1-0    | Влажко Перович     | Единогласное решение          | S-1: European Championship Fight Night | 18 февраля 2006  | 2     | 5:00  | Базель, Швейцария       |                                                     |